# Trybuna (skała)
Trybuna – skała w miejscowości Dubie w województwie małopolskim, w powiecie krakowskim, w gminie Krzeszowice. Wznosi się u wylotu Doliny Racławki i Doliny Szklarki w grupie Skał nad Boiskiem. Pod względem geograficznym jest to obszar Wyżyny Olkuskiej.
Skały nad Boiskiem to przygotowany w 2019 roku staraniem fundacji Wspinka nowy rejon wspinaczkowy. Obok, oprócz boiska sportowego znajduje się plac zabaw dla dzieci, niewielki parking oraz tablice ze skałoplanami. Zbudowana z twardych wapieni skała Trybuna wznosi się na otwartym terenie (nad boiskiem sportowym), w górnej części urwiska. Od boiska prowadzą do niej ziemne schodki. Skała ma wystawę południowo-zachodnią. Jak dotąd przygotowano na niej jedną tylko drogę wspinaczkową o trudności VI.3 w skali Kurtyki. Ma pełną asekurację (5 ringów i stanowisko zjazdowe). Planowane jest wykonanie asekuracji do 4 następnych dróg wspinaczkowych. Obok Trybuny zamontowano stanowisko do tyrolki.

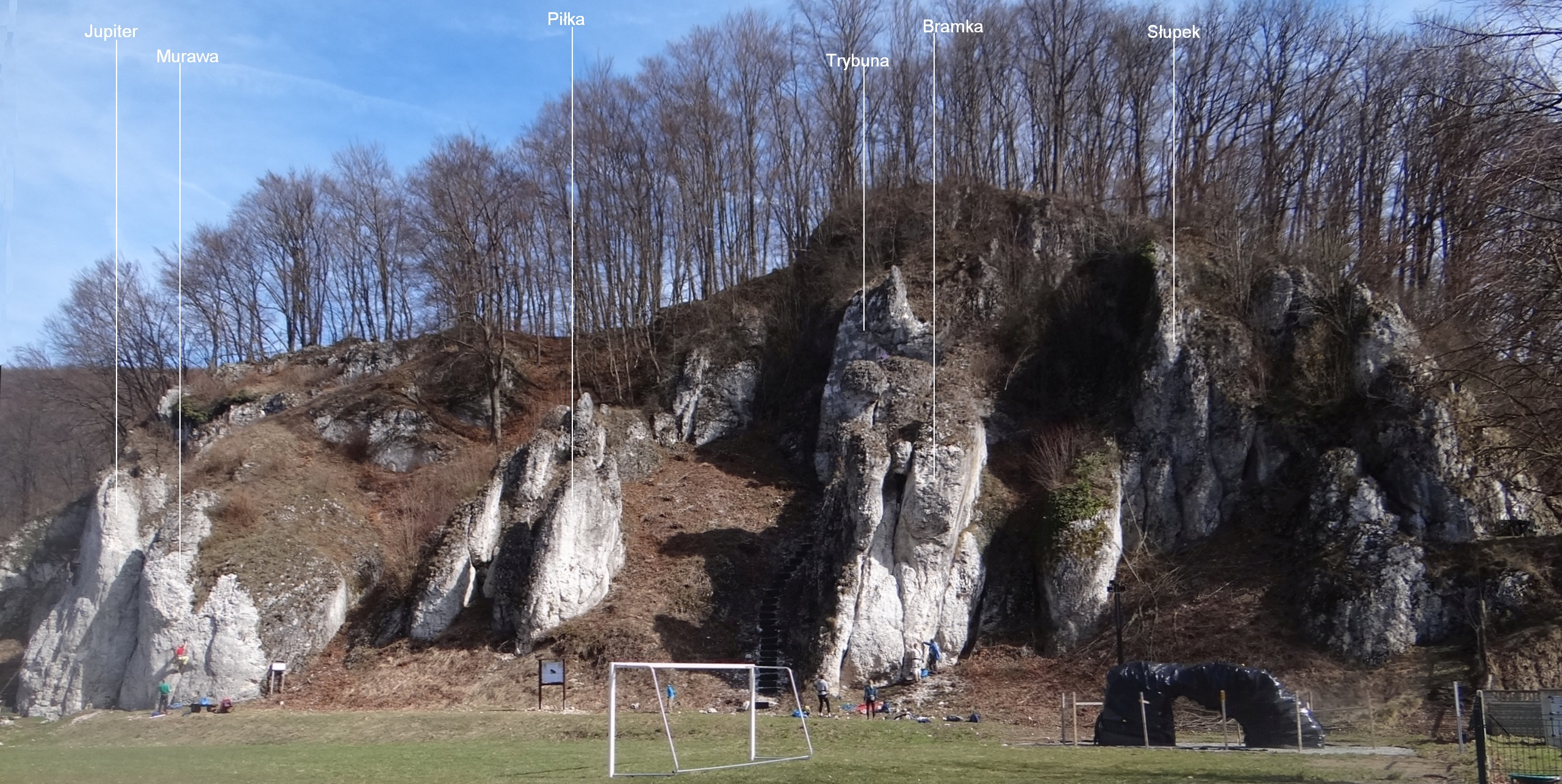
Skały nad Boiskiem
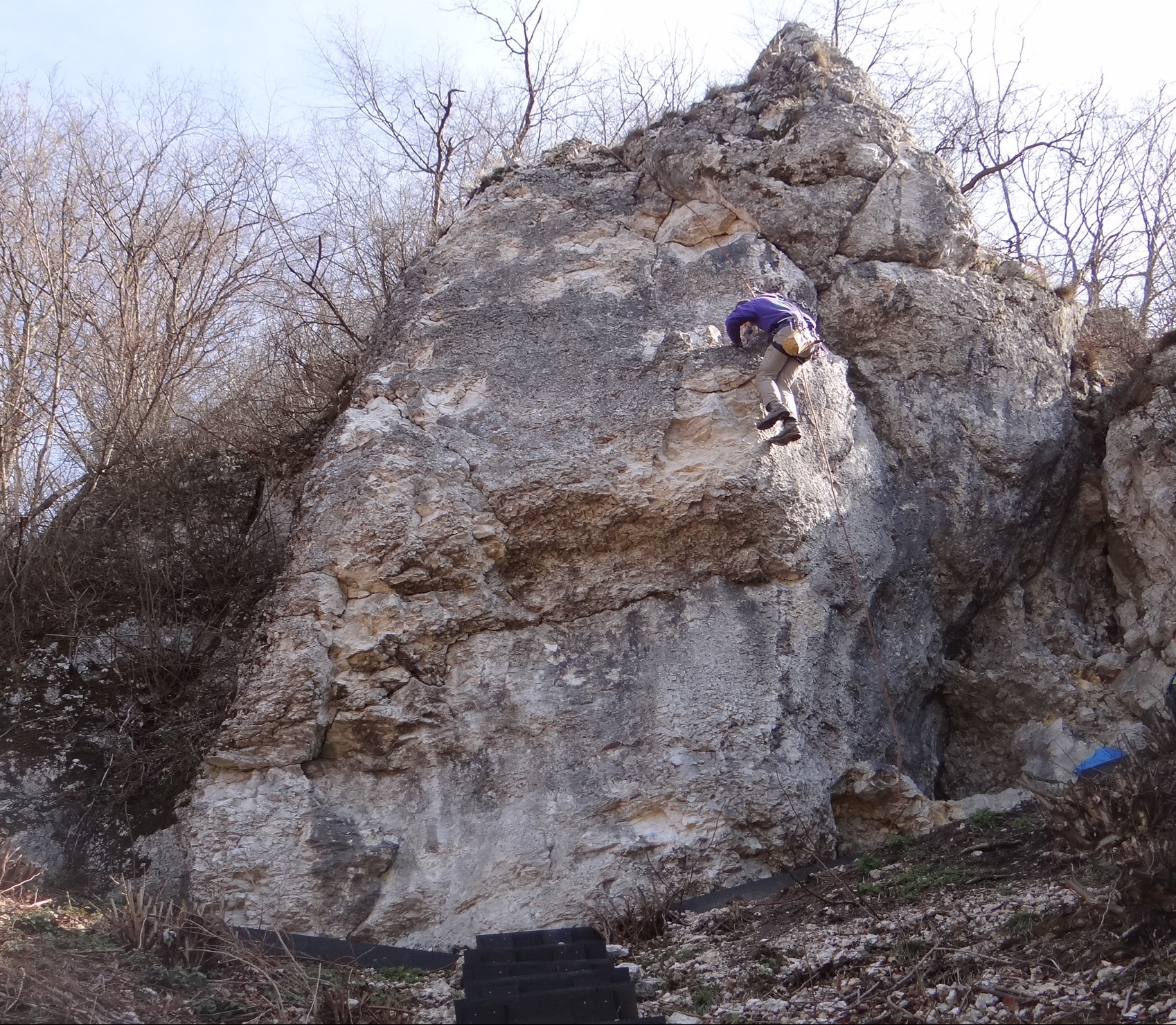
Trybuna
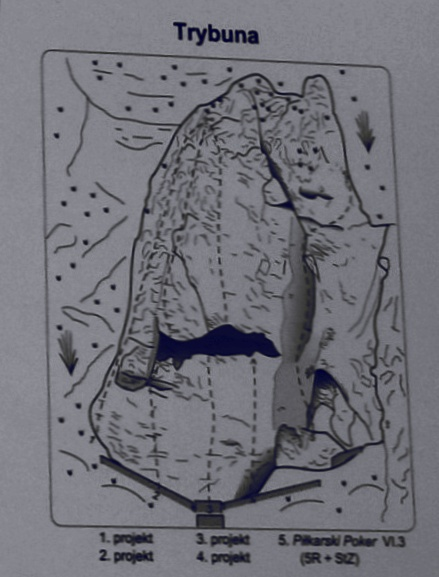
Skałoplan Trybuny

Oprócz Trybuny w grupie skał nad Boiskiem wznoszą się jeszcze skały: Jupiter, Murawa, Piłka, Bramka i Słupek. Trybuna znajduje się między Piłką i Bramką.